# Список керівників держав 1149 року
Список керівників держав 1149 року — це перелік правителів країн світу 1149 року.
Список керівників держав 1148 року — 1149 рік — Список керівників держав 1150 року — Список керівників держав за роками

## Європа
- Англія
  - Король Англії — Стефан I Блуаський (1135—1154)
- Балканський півострів
  - Дукля — король Радослав I (1143—1148/1150)
  - Рашка — Урош II (1145—1150)
- Білорусь
  - Вітебське князівство — Всеслав Василькович (1132—1162)
  - Друцьке князівство — Гліб Рогволодович (1144—1151)
  - Полоцьке князівство — Рогволод Борисович (1144—1151)
  - Турівське князівство — Юрій Ярославич (1148—1150)
- Князь Новгородський — Ярослав Ізяславич (1148—1154)
- Волзька Болгарія — Гішам ібн Селім (1135—1164)
- Вельс
  - Королівство Гвінед — Овейн ап Гріфід і Гівел IV (1137—1170)
  - Дехейбарт — князь Кадел ап Гріфід (1143—1153)
  - Королівство Повіс — Маредог ап Маредуд (1132—1160)
- Візантійська імперія — Мануїл I (1143—1180)
- Ірландія — верховний король Тойрделбах Ва Конхобайр (1119—1156)
  - Айлех — Муйрхертах мак Лохлайнн (вдруге; 1145—1166)
  - Айргіалла — Доннхад ОКербайлл (1130—1168)
  - Десмонд — Дермод Мор на Кілл Багайн Мак Карті (1143—1185)
  - Дублін (королівство) — Бродар мак Торкайлл (1146 ? — 1160)
  - Коннахт — Тойрдельбах (Турлох) МакРуадрі (1106? — 1156)
  - Ленстер — Діармайт Мак Мурхада (1126—1171)
  - Король Міде — Доннхад Мак Муйрхертайг Уа Маел Сехлайнн (1144—1152?)
  - Ормонд (Kingdom of Ormond) — Олаф Гуа Ченнітіг (1118? — 1164)
  - Томонд — король Тойрделбах мак Діармайда О'Бріан (1142—1167)
  - Улад — Ку Улад мак Конхобайр Хісенайг мак Дуїнн Слейбе (1131—1157)
- Італія
  - Герцогство Апулія і Калабрія — Вільгельм I Злий (1148—1156)
  - Арборейський юдикат — Костянтин Салусіо III (1130—1163)
  - Венеційська республіка — дож Доменіко Морозіні (1148—1156)
  - Генуезька республіка — консули Гульєльмо Венто, Гульєльмо Пелле, Гульєльмо Негро, Каффаро, Оберто Спінола, Рубальдо Бісачча (1149)
  - Кальярський юдикат — Костянтин Салусіо III (1130—1163)
  - Князівство Капуанське — Роберт II (1127-1155)
  - Лорітелло — до 1154 вакантне
  - Маркграфство Монферрат — Вільгельм V (1137—1191)
  - Салуццо (маркграфство) — Манфред I (1125—1175)
  - Королівство Сицилія — король Рожер II (1130—1154)
  - Князівство Таранто — Симон (1144—1157)
  - Торреський юдикат — Гоннаріо II (1128—1154)
  - Принц-єпископство Тренто — Альтеманно (1124—1149); Арнольд II (1149—1154)
- Кавказ
  - Цар Картлі, Кахетії та Абхазії Деметре I (1125—1156)
  - Держава Ільдегізідів — Шамс ад-Дін Ільдегіз (1136—1175)
- Німеччина
  - Маркграфство Австрія — Генріх II Австрійський (1141—1156)
  - Герцогство Баварія — Генріх II Австрійський (1141—1156)
  - Баденське маркграфство — Герман III (1130—1160)
  - Берг (герцогство) — Адольф III Берг (1106? — 1152)
  - Берхтесгаден (пробство) — Гейнріх І (1148—1174)
  - Принц-єпископство Бріксен — Артман Бріксенський (1140—1164)
  - Графство Вюртемберг — граф Людвіг I (1143—1158)
  - Архієпископ Зальцбургу — Ебергард I (1147—1164)
  - Герцогство Каринтія — Генріх V (1144—1161)
  - Кельнське курфюрство — Арнольд I фон Рандерат (1138—1151)
  - Клеве (герцогство) — Дітріх II (1147—1172)
  - Крайна (марка) — Енгельберт III (1124—1173)
  - Курпфальц — пфальцграф Герман III (1142—1155)
  - Ліппе-Детмольд — Бернхард I (1123—1158)
  - Лужицька марка — Конрад I Великий (1136—1156)
  - Архієпископ Майнца Генріх I Фелікс фон Гарбург (1142—1153)
  - Маркграфство Мейсен — Конрад (1124/1129-1156/1157)
  - Нюрнберг (бургграфство) — Готфрід III Рабс (1143—1160)
  - Ободрицький союз — Прибислав I (1131—1156) і Ніклот (1129—1160)
  - Північна марка — Альбрехт I Бранденбурзький (1133/1134-1157)
  - Герцогство Померанія — Ратибор I (1135—1155/1156)
  - Равенсберг (графство) — Оттон І (1140/1144-1170)
  - Ратцебург (графство) — Генріх фон Бадевіде (1143—1163)
  - Герцогство Саксонія — Генріх Лев (1142—1180)
  - Саксонська марка — Конрад (1135—1156)
  - граф Тиролю Альбрехт II (1125—1165)
  - Фельденц (графство) — Герлах II (1146—1189)
  - Герцогство Швабія — Фрідріх III (1147—1190)
- Піренейський півострів
  - Королівство Арагон — Петроніла (1137—1164)
  - Барселонське графство — Рамон-Беренгер IV (1131—1162)
  - Королівство Леон — король Леону Галісії та Астурії Альфонсо VII (1126—1157)
  - Королівство Португалія — король Афонсу I (1139—1185)
  - Королівство Наварра — Гарсія IV (1134—1150)
  - Бадахоська тайфа — Сідрай аль-Вазир (1144—1150)
  - Безька тайфа — Сідрай аль-Вазир (1144—1150)
  - Валенсійська тайфа — Мухаммад ібн Марданіс (1147—1172)
  - Тайфа Гуадіс і База — Ахмед ібн Мухаммед ібн Мальян аль-Мутайяд (1145—1151)
  - Кармонська тайфа — Дардус (1143—1150)
  - Майоркська тайфа — Мухаммад I (1146—1155)
  - Малазька тайфа — Абу'л-Хакам аль-Хусейн (1145—1153)
  - Мурсійська тайфа — Мухаммад ібн Марданіс (1147—1172)
  - Пурчена (тайфа) — Ібн Мікдам (1145—1150)
  - Сегура (тайфа) — Ібн Хамушк (1147 — ?)
  - Сільвес (тайфа) — Абу'л Валід Мухаммад (1145—1151)
  - Тавіра (тайфа) — Умар (1146—1150)
  - Техада (тайфа) — Юсуф аль-Хазраджі (1146—1150)
- Польща — Болеслав IV Кучерявий (1146—1173)
  - Мазовецьке князівство — Болеслав IV Кучерявий (1138—1173)
  - Сандомирське князівство — Генріх Сандомирський (1146—1166)
  - Сілезьке князівство — Болеслав IV Кучерявий (1146—1173)
- Муромське князівство — Володимир Святославич (1147—1149); Ростислав Ярославич (1149—1153)
- Велике князівство Рязанське — Ростислав Ярославич (? 1148—1151?)
- Скандинавія
  - король Данії — Кнуд V (1146—1157)
  - Король Норвегії Сіґурд II Мунн (1136—1155)
  - Швеція — Сверкер I Старший (1130—1156)
- Угорське князівство — король Геза II (1141—1161)
- Україна — Київський князь Ізяслав Мстиславич (1146—1149); Юрій Долгорукий (1149—1151)
  - Білгородське князівство — Борис Юрійович (1149—1150)
  - Вишгородське князівство — Андрій Боголюбський (1149)
  - Волинське князівство — Ізяслав Мстиславич (1135—1154)
  - Галицьке князівство — Володимирко Володарович (1141—1153)
  - Курське князівство — вакансія до 1159
  - Переяславське князівство — Мстислав Ізяславич (1146—1149); Ростислав Юрійович (1149—1151)
  - Пересопницьке князівство — В'ячеслав Володимирович (1147—1149)
  - Сіверське князівство — Святослав-Михайло Ольгович (1146—1157)
  - Смоленське князівство — Ростислав I Мстиславич (1127—1159)
  - Чернігівське князівство — Володимир Давидович (1139—1151)
    - Стародубське князівство (Сіверщина) — Ізяслав Давидович (1147—1151)
- Королівство Франція — Людовик VII Молодий (1137—1180)
  - Герцогство Аквітанія — Елеонора I (1137—1204)
  - Арелатське королівство — пфальцграфиня — Беатриса I (1147/1148-1184)
  - Герцогство Бар — Рено I (1105—1149)
  - Графство Булонь — Матильда Булонська (1125—1151)
  - Графство Бургундія — Беатріс I (1148—1184)
  - Графство Нант — Гоель III (1148—1156)
  - Бретонське герцогство — Одо де Пороет (1148—1156)
  - Голландія — Дірк VI (1121—1157)
  - Ено (графство) — Балдуїн IV (1120—1171)
  - Жеводан (графство) — Раймон Беренгер II (1144—1166)
  - Графство Ла Марш — Адальберт IV (1145—1178)
  - Лімбург (герцогство) — Генріх II (1139—1167)
  - Нижня Лотарингія — Готфрід III (1142—1190)
  - граф Лувену і маркграф Брюсселю Готфрід III (1142—1190)
  - Люксембург (графство) — Генріх IV (1136—1196)
  - Льєзьке єпископство — Генріх II фон Леєз (1145—1164)
  - Графство Мен — Жоффруа I Красивий (1129—1151)
  - Монбельяр (графство) — Тьєррі II (1105—1163)
  - Монпельє (сеньйорія) — Гільйом VII де Монпельє (1147—1172)
  - Намюр (графство) — Генріх IV (1139—1189)
  - Нормандія — Жоффруа V Плантагенет (1144—1150)
  - Родез (графство) — Гуго I (1135—1154)
  - Савойське графство — Гумберт III (1148—1189)
  - Графство Тулуза — Раймунд V (1148—1194)
  - Урхельське графство — Ерменгол VI (1102—1154)
  - Фландрія — Теодоріх I (1127/1128-1168)
  - Графство Фуа — Роже III де Фуа (1124—1147/1148); Роже Бернар I де Фуа (1147/1148-1188)
- Чехія — князь Владислав II (1140—1158)
- Шотландія
  - Король Шотландії Давид I (1124—1153)
- Святий Престол; Папська держава — папа римський Євгеній III (1145—1153)
- Вселенський патріарх — Миколай IV Музалон (1147—1151)

## Азія
- Візантійська імперія — Мануїл I (1143—1180)
- Близький Схід
  - Антіохійське князівство — Раймунд де Пуатьє 1136–1149 (через шлюб); до 1153 регент Балдуїн III
  - князівство Галілея — Гільйом II де Бюр (1148—1158)
  - Едеське графство — Жослен II (1131—1150)
  - Єрусалимське королівство — Балдуїн III (1143—1163)
    - каштелян і сеньйор Рамли Барісан д'Ібелін (1138—1150)
    - Сідонська сеньйорія — Євстахій II Граньє (1123—1164)

  - Графство Триполі — Раймунд II (1137—1152)
  - Яффо-Аскалонське графство — Мелісенда із сином Балдуїном III (1143—1151)
  - Артукіди — правитель Хасанкейфа Фахр ад-дін Кара-Арслан ібн Дауд (1144—1167); правитель Мардіна Темюр-таш Хусам ад-дін (1122—1152)
  - Фатіміди — Аль-Хафіз (1130—1149); Аз-Зафір (1149—1154)
  - Багдадський халіфат — Мухаммад аль-Муктафі (1136—1160)
  - Іракський султанат Масуд (1134—1152)
  - Зангіди — емір Халеба та Мосула Газі I ібн Занг (1146—1149); Маудуді ібн Занг (1149—1170)
  - Шаріфат Мекки — Гасім (1133? — 1151)
  - Наджахіди — аль-Фатік III ібн Мухаммед ібн Мансур (1138? — 1158)
  - Румський султанат — Масуд I (1116—1156)
  - Данішмендиди в Сівасі Мухаммад Нізам ад-Дін Яги-басан (1142—1164); У Малатьї Насир ад-Дін Мухаммад (1122—1152)
  - Сельджуцька імперія — Ахмад Санджар (1119—1153)
  - Зіяриди — Нізарі — Мухаммад ібн Бугург-Умід (1138—1162)
  - Держава Ширваншахів — Манучехр III Великий (1120—1160)
  - Ділмачогуллари — Девлетшах-бей Ділмачоглу (1146—1192)
  - Іналогуллари — Махмуд-бей (1142—1183)
  - Буріди — Абак Муджіруд-дін (1140—1154)
- Сюнікське царство — Григор II Сенекерімян (1096—1166)
- Шах-Арменіди — Сокман II Насір ад-Дін (1128—1185)
- Мацнабердське князівство — Кюріке (1145—1170)
- Династія Лі — Лі Ань Тонг (1138—1172)
- Індія
  - Східні Ганги — Анантаварман Чодаганга (1078—1147/1150)
  - магараджахіраджа Гаріяни Акрпала (1128—1167)
  - Гуджарадеша — Кумарапала Соланка (1143—1172)
  - Гаґавадали — Говіндачандра (1114—1155)
  - Джайпур (князівство) — Майдал Рао (? — ?)
  - магараджахіраджа Джеджа-Бхукті Мадана-варман (1128/1129-1165)
  - Династія Какатіїв — Прола II (1110/1116—1157/1158)
  - Династія Карнат — Наньядева (1097—1147); Гангадева (1147—1187)
  - самраат Кашмірської держави (Династія Лохара) — Джаясімха (1128—1155)
  - Мевар (князівство) — до 1164 невідомо
  - Імперія Пала — Маданапала (1143—1161)
  - Парамара — Баллала (1143—1160)
  - Полоннарува — Гаджабаху II (1132—1153)
  - Династія Сена — Віджаясена (1096—1159)
  - Династія Тхакурі — Анандадева (1146—?)
  - Саканбарі — нріпа Арнораджа (1135—1150)
  - Династія Сеунів — Маллугідева (1145—1160)
  - Держава Хойсалів — Вішнувардхана Хойсала (1108—1152)
  - Західні Чалук'ї — Джагадекамалла II (1138—1151)
  - Чандела — магараджа Джеджа-Бхукті Мадана-варман (1128/1129—1165)
  - магараджа держави Чеді й Дагали Гаякарна (1123—1153)
  - Чола — Кулотунга Чола II (1135—1150)
- Індонезія; Південно-Східна Азія
  - Чампа — Джая Харіварман I (1147—1162/1167)
  - Кедірі (королівство) — Джаябая (1135—1159)
  - Сунда — Ланглангбхумі (між 1064 і 1154)
  - Кедах (султанат) — Музаффар-шах I (1136—1179)
- Китай; Монголія
  - Далі — Дуань Чженсін (1147—1171)
  - 1-й хан караїтів Маркуз Буюрук-хан (1125—1150)
  - ідикут Кучі — невідомі
  - 1-й хан найманів Інанч-хан (1143—1198)
  - Династія Сун — Чжао Гоу (1127—1169)
  - Західна Ся — Лі Женьсяо (1139—1193)
  - Династія Цзінь — Ваньянь Дань (1135—1150)
  - Монгольське ханство — Амбагай-хан (1148—1156)
- Корея
  - Корьо — Ийджон (1146—1170)
- Паганське царство — король Кансу I (1112—1167)
- Персія і Середня Азія
  - Ахмадили (Ahmadilis) — Ак Сункур II (1134—1169)
  - Баванди — Шах Газі Рустам (1142—1165)
  - Газневіди — Бахрам-шах (1117—1157)
  - Західнокараханідське ханство — Ібрагім III Тамгач-хан (1141—1156)
  - Керманський султанат — Мухаммед-шах I (1142—1156)
  - шах Хорезму — Ала ад-Дін Атсиз (1127—1156; з перервою)
  - Шеддадіди — в Ані правив Шаддад (? — 1155)
- Кхмерська імперія — Сур'яварман II (1113—1145/1150)
- Середня Азія
  - Каракитайське ханство — Табуянь (1143—1150)
  - Східнокараханідське ханство — Ібрагім II Богра-хан (1128—1156)
- Японія — Імператор Коное (1142—1155)

## Африка
- Королівство Африка — Рожер II (1135—1154)
- Альмохади — Абд аль-Мумін (1147—1163)
- Кілва (султанат) — Дауд ібн Сулейман (1131—1170)
- Макурія — Георгіос IV (1130—1158)
- Нрі — Езе Нрі Намоке (1090—1158)
- Фатіміди — Аль-Хафіз (1130—1149); Аз-Зафір (1149—1154)
- Хаммадіди — Ях'я ібн Абд аль-Азіз (1121—1152)

## Північна Америка
- Ацкапоцалько — ? до 1240
- Маяпанська ліга — ? до 1195